# Max Sessner
Max Sessner (* 1959 in Fürth) ist ein deutscher Lyriker.

## Leben und Werk
Max Sessner wurde in Fürth in Bayern geboren und lebt heute in Augsburg. In der Kurzvita in seinem Gedichtband Küchen und Züge wird Sessner von seinem Verlag Droschl nicht nur als Dichter, sondern auch als „Buchhändler, Motorradfahrer, Antiquar, Hundebesitzer“ bezeichnet.
Max Sessner schreibt ausschließlich Gedichte. Oft weist das Erscheinungsbild seiner Texte eine kompakte, block- oder stelenartige Form auf. Inhaltlich handelt es sich nicht selten um kleine Geschichten: „... die Tanten / sind da lächeln stecken mir / Kleingeld zu und was ich / einmal werden will fragen / sie der Geist sag ich eines / Jungen der voriges Jahr / beim Schwimmen ertrank ...“
In Sessners Texten finden sich die Leser oft in Gaststuben oder dunklen Küchen und in melancholischer Stimmung wieder. Es gibt etliche surrealistische Einschläge in diesen Gedichten: Wimmernde Tische, flüsternde Mäntel oder ein Fahrrad, „das halb von Rost und halb von / Traurigkeit zerfressen war“. Allerdings sei Sessner, schrieb die Literaturzeitschrift „die horen“, kein Surrealist. Er sei, im Gegenteil, ein genauer Beobachter der Wirklichkeit. „Aber er bleibt nicht dabei stehen. Er spürt all dem nach, was hinter den Dingen, den Bewegungen, den Sätzen liegt.“ Die Zeitschrift urteilt: „Max Sessner blickt mit Melancholie auf die Welt, mit Staunen und mit sehr viel Liebe“. Und zu der Tatsache, dass der Autor sich jeder Einsortierung in Schubladen, jeder Mode verschließt, heißt es in den „horen“: „Niemand schreibt wie Sessner.“
Die „Nürnberger Zeitung“ nannte Sessner ein „Ausnahmetalent“, die „Nürnberger Nachrichten“ schrieben: „Aus dem Alltäglichen zaubert er im Handumdrehen einen märchenhaften Moment.“
Mehrere von Sessners Gedichten sind von Maria Arce Barreiro ins Spanische übersetzt und publiziert worden, zudem ist Sessner als Autor in diversen Zeitschriften und Anthologien (etwa im Jahrbuch der Lyrik) vertreten.
Außerdem hat die amerikanische Lyrikerin und Übersetzerin Francesca Bell etliche Gedichte Sessners ins Englische übertragen. Sie sind bereits in englischsprachigen Literaturzeitschriften veröffentlicht worden, u. a. Rattle, Mid-American Review und Art Poetry Magazine.
Eine Auswahl seiner Gedichte ist auch auf Lyrikline.org zu hören.

## Preise
- Irseer Pegasus 2001
- Rotahorn-Literaturpreis 2019

## Bibliografie
- 1991 Der Würfel Kummerkorn, Gedichte, Hersbrucker Bücherwerkstätte, Hersbruck
- 1994 Hundszeit/Altes Land, Gedichte, Hersbrucker Bücherwerkstätte, Hersbruck
- 2000 Ein Gedicht im Ohr, ein Foto vor Augen, Bilder im Kopf, Multimedia-CD (mit Petra Simon und Klaus Treuheit), Produktion: MPF, Nürnberg, ISBN 3-00-006048-0
- 2003 Der tschechische Reiter, Gedichte, Verlag Eric van der Wal, Bergen/Holland
- 2005 Küchen und Züge. Gedichte, Literaturverlag Droschl, Graz, Wien, ISBN 3-85420-693-3
- 2012 Warum gerade heute, Gedichte, Literaturverlag Droschl, Graz, ISBN 978-3-85420-792-4
- 2015 Langsame Männer, Gedichte, Stadtlichter Presse, Wenzendorf
- 2015 Jemand hat Elefanten gesehen, Gedichte, Stadtlichter Presse, Wenzendorf
- 2019 Das Wasser von gestern, Gedichte, Edition Azur, Dresden